# 雄安新区
雄安新区（ションアンしんく、ゆうあんしんく、Xiong'an New Area、簡体字中国語:雄安新区;繁体字中国語:雄安新區;拼音: Xióng'ān Xīnqū）は、中華人民共和国河北省保定市近郊にある2017年4月1日に設置された国家級新区である。
北京の南西約100 km、保定市の東50km に位置しており、北京-天津-河北（京-晋-済）経済三角地帯の開発ハブとして機能することを目的とされ開発されている。一部の国有企業のオフィス、政府機関、研究開発施設など、移転される計画である。この都市は 2035年までに建設され、21世紀半ばまでに完成する予定である。
この地域は河北省の雄県、容城県、安新県にまたがる。雄県と安新県という2つの地域の名前をとって、雄安新区と名付けられた。この地域の建設は「国家千年の大計」（中国語：千年大计）の一部として説明されている。他の地域とは異なり、雄安新区の開発は中国共産党中央委員会と中華人民共和国国務院の直接監督の下で行われており、中国共産党の習近平政権による深圳経済特区、浦東新区に続く国家プロジェクトとして位置づけられている。新区の臨時政府事務所は栄城市のアオウェイインターナショナルホテルにある。

## 概要

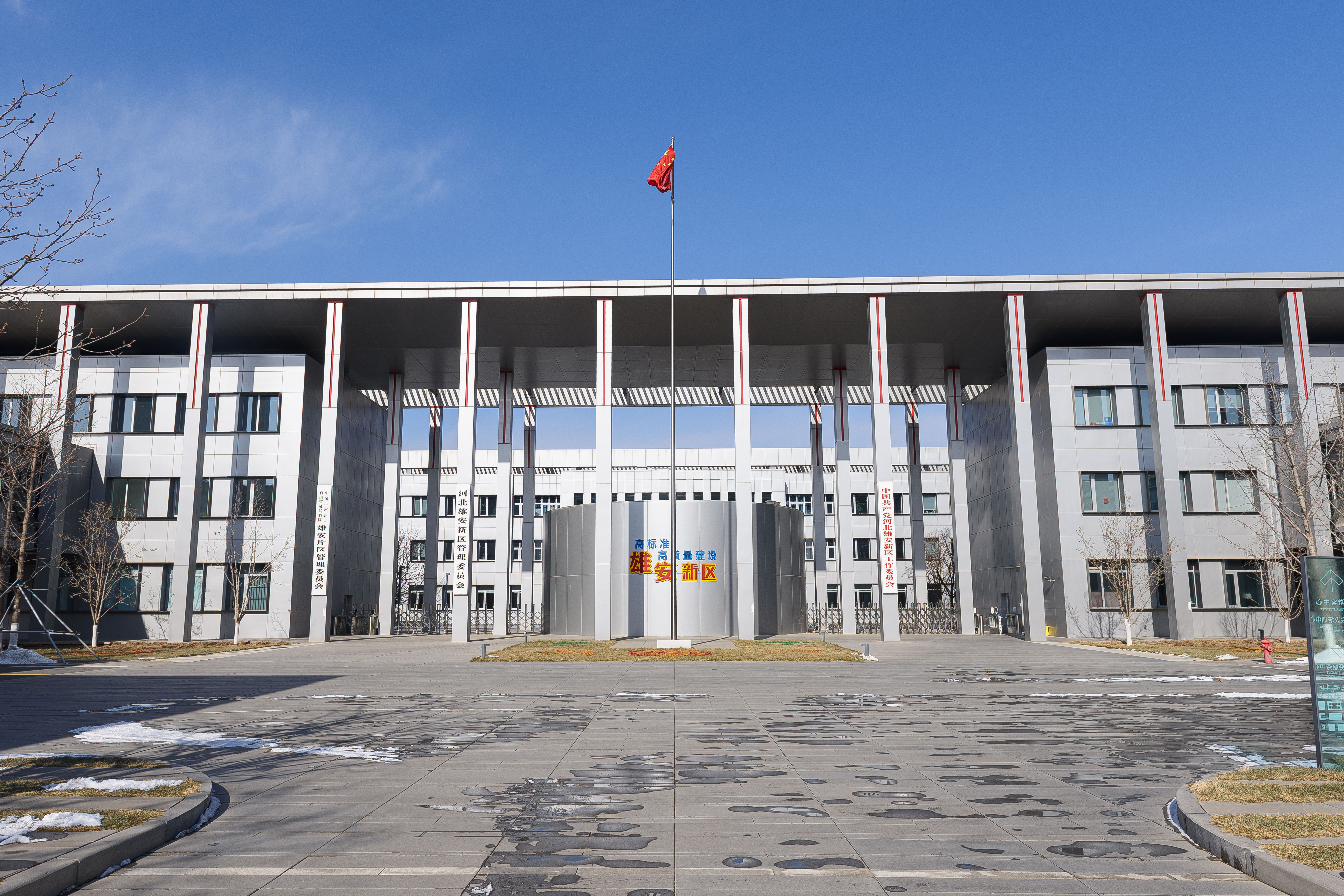
雄安新区政府本部

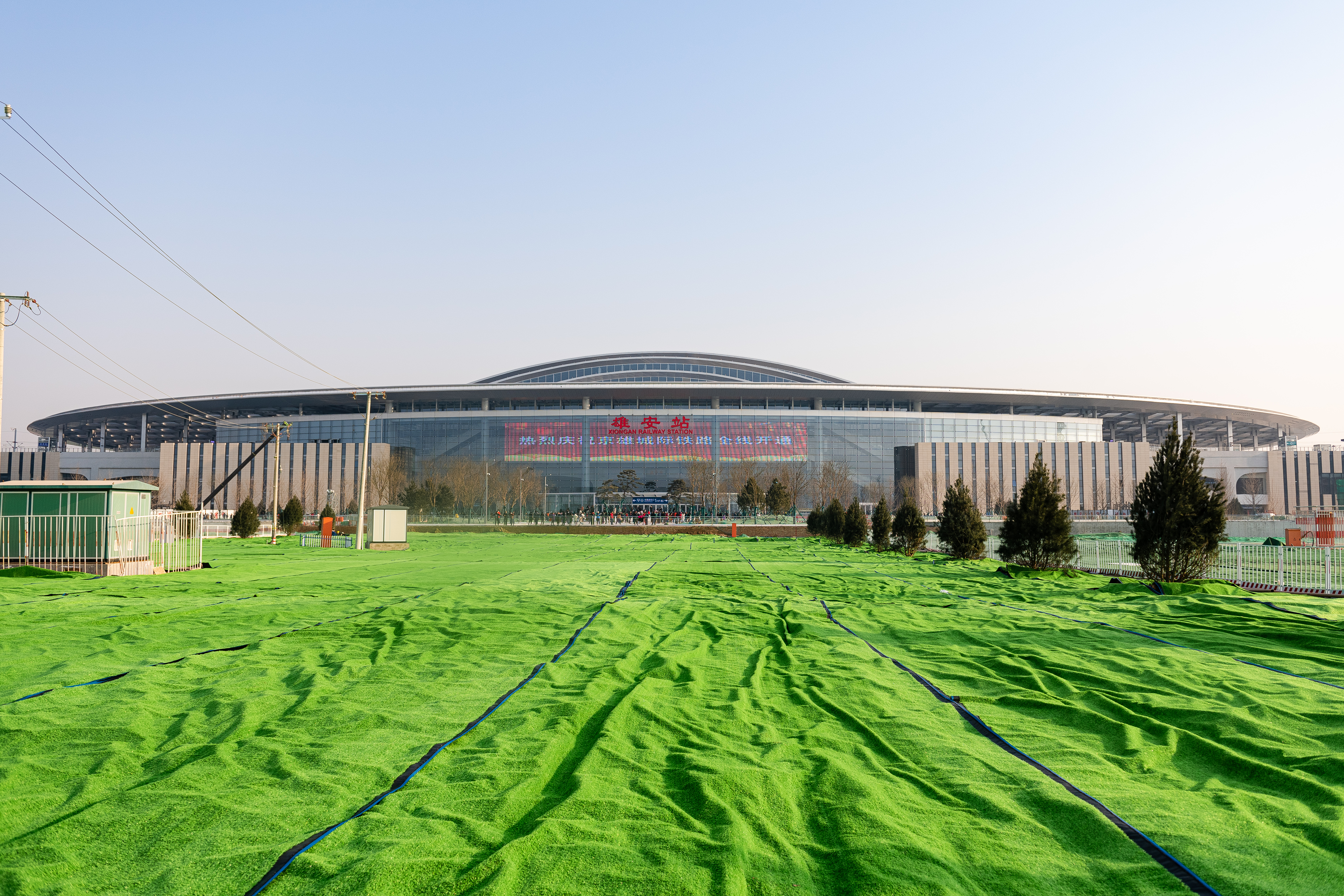
雄安駅駅舎

中華人民共和国国務院と中国共産党中央委員会は習近平党総書記の主導する「千年大計」（1000年にわたる大計画）として保定市内の雄県、安新県、容城県などから雄安新区を設置した。国家級新区としては19番目。首都北京市の過密を緩和することを大きな目的としている。
果樹園などが広がるのどかなエリアだったが、最先端のテクノロジー企業や研究機関を集積する計画である。130kmほど離れた北京市の非首都機能（教育、医療、行政機関の一部）移転の集中的な受け入れ先となる。水域と緑地の面積が全体の70％を占めるよう義務付けている。
数キロ四方に、マンションやオフィスなどを建設しており、2022年10月までに4600億元（日本円で約9兆1500億円）が投資されている。2050年には人口1000万人の都市ができあがるとしている。建設開始から5年が経つ2022年末の人口は132万人にとどまる（日本の京都市と同程度）。

## 歴史
中国中央政府は2014年までに、北京の多くの行政機能や事務部門の機能を保定市に移転することを検討していた。ヘンリー・ポールソン米国財務長官の回想録「Dealing with China」によると、2014年7月、習近平総書記はこの検討について、「個人的な取り組み」だと語った。2014年2月26日、習近平は北京、天津、河北省からの報告を聞いた後、北京、天津、河北省の協調発展を重要な国家戦略として検討を開始した。その後、インターネット上で「保定市が政治副都心になる」「白洋淀市ができる」「白洋淀自由貿易区ができる」などの噂が浮上した。同年3月26日に発表された「河北省新都市化計画」には「副都心」については言及されていなかったが、北京の首都機能の一部が緩和されることは明らかだった。同年末に開催された中央経済工作会議で習近平は、北京・天津・河北の協調発展の中核問題は、北京の非首都機能を軽減し、北京の人口密度を減らし、経済発展を促進することであると強調した。
2015年2月10日、中央金融経済指導グループの第9回会議で、習近平総書記は「多点一城、老城重组」という考えを提唱し、北京郊外に新しい都市を建設する考えを発表した。 2015年4月2日と30日に、習近平は中国共産党政治局常務委員会と政治局の連続会議を主宰し、「北京・天津・河北協調発展計画」について議論し、河北省に近代的な新都市を建設する計画を検討した。2016年2月29日、李克強総理は国務院の特別会議を主宰し、都市の計画と建設を検討し、具体的な要件を提示した。
2016年3月24日、習近平総書記は中国共産党中央政治局常務委員会の会議で、新都市を「雄安新区」と命名することを発表。 2016年5月27日、中国共産党政治局は「北京副都心の計画と建設および河北雄安新区の設立に関する研究に関する報告書」を検討した。党政治局は「河北雄安新区設立研究実施計画」を承認し、直ちに極秘のもとで計画の準備が進められた。
2017年2月23日、習近平は建設候補地である安新県と白洋湖を現地視察し、シンポジウムの議長を務め、報告を聞き、雄安新区の計画と建設に関する重要な演説を行った。
2017年4月1日、中国共産党中央委員会と国務院は通知を出し、雄安新区の設立を決定した。この発表では雄安新区は「1000年計画および国家的行事」と位置づけられた。この情報は機密事項であったため、地方自治体は事前に把握していなかった。この発表を受け、地元の不動産価格と建設会社の株が急騰した。習近平はフィンランドのヘルシンキに訪問中、不動産投機を防ぐよう指示した。当局は不動産購入の凍結を命令し、不動産事務所を閉鎖した。また、同日、省政府と河北省党委員会は、雄安新区の準備作業委員会と臨時党委員会の設置を決定した。
2017年4月2日、栄城県で主要幹部会議が開催され、土地問題については管理と統制が引き続き最優先事項であることが合意された。また、省政府は党幹部委員会に一部の仕事を引き継ぐことも決定した。 4月3日、雄安新区の準備作業委員会と臨時党委員会は栄成県で作業を開始し、アオウェイインターナショナルホテルを臨時的な事務所とした。
2017年6月21日、河北省雄安新区の計画・建設に関する作業部会の会議で、徐欽・河北省知事は「雄安新区の設立に関する問題に関する中央組織弁公室の回答」が発表された。これに伴い、省党委員会と省政府が派遣した河北省雄安新区作業委員会と雄安新区管理委員会が設置された。また、党政府弁公室、改革発展局、計画建設局、広報局、安全監督局を設置された。その後、公安などのいくつかの機関が追加で設置された。
2018年2月22日、習近平総書記は党中央政治局常務委員会の会議で、弘安新区建設の計画と準備作業に関する報告を聴取し 、計画枠組みを原則承認した。2018年4月14日、「河北雄安新区計画概要」が中国共産党中央委員会と国務院によって承認された。 4月21日、中国の国営新華社通信はこのプロジェクトの計画ガイドラインを発表し、都市が2035年までに建設され、21世紀半ばまでに完成する計画であると明記した。ガイドラインによれば、環境配慮し、新空港まで20分、北京と北京まで30分の高速鉄道網で結ばれた高度な社会主義現代都市を目指している。12月25日、「河北雄安新区基本計画（2018年～2035年）」が国務院で承認された。

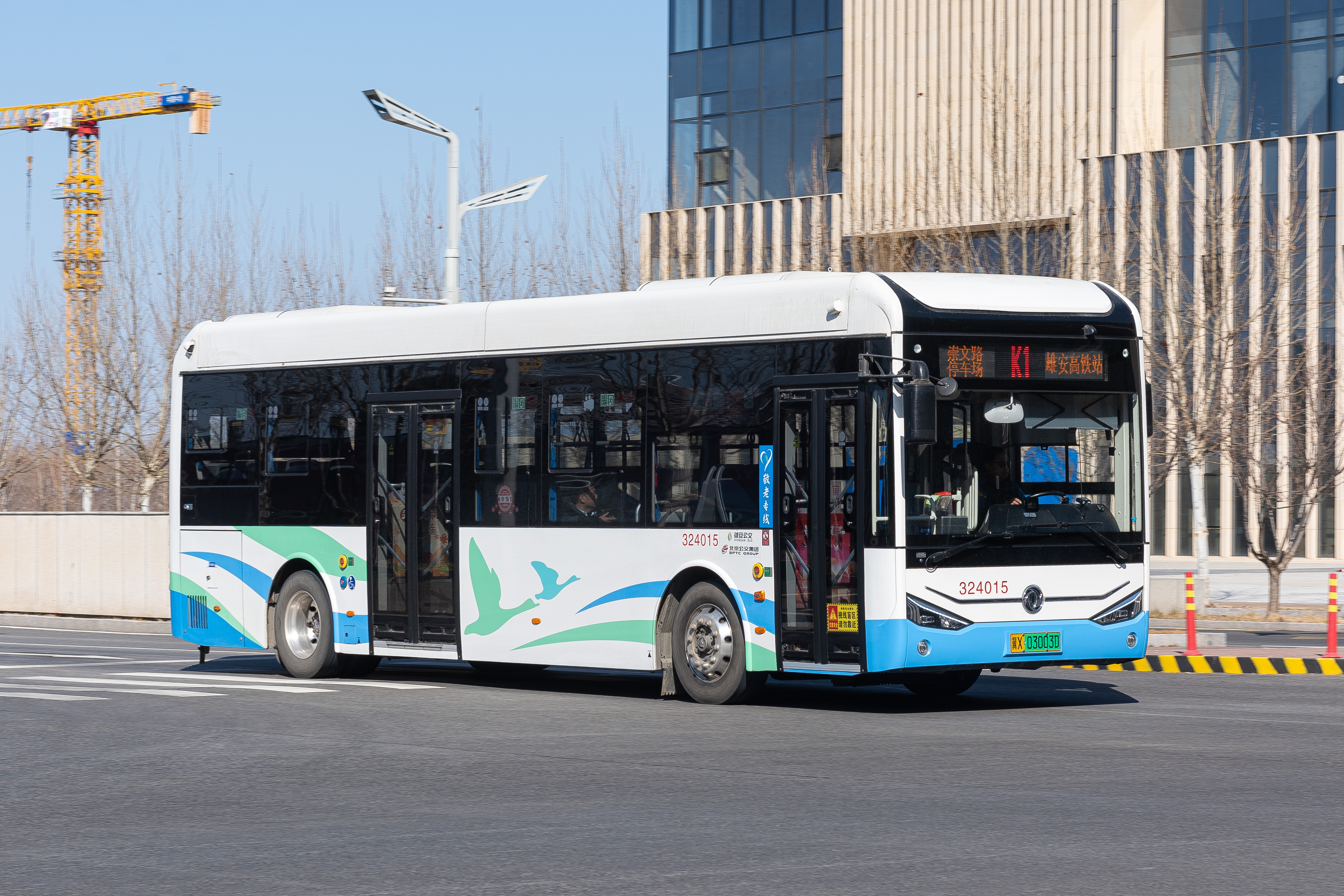
雄安バス

2019年5月7日、雄安での移住作業が正式に開始された。 2019年8月2日、国務院は雄安を含む中国（河北）自由貿易試験区の設立を承認した。
2021年7月29日、河北省人民代表大会常務委員会の第24回会議で「河北雄安新区規則」が採択された。

## 政治
雄安新区の開発は中国主導のプロジェクトであり、外資企業の参加は限られている。雄安新区は、習近平の政治を象徴する政治的側面が強い都市計画であり、都市開発に対する中国的なアプローチで開発されている。開発には、計画、資源、政治的関与の面で最高レベルの国家支援を受けている。 2023年の時点で、徐光帝が主任顧問である。 

### 行政区分
雄安新区の行政区分としては、上述の通り河北省の雄県、栄成県、安新県の３県と、その周辺地域が指定されている。開発初期段階としては、特定のエリア（約100平方キロメートル）を中心として開発が行われ、中期開発計画では約200平方キロメートル、長期開発計画では約2,000平方キロメートルと広がる予定である。
| 地図 | 地図     | 地図     | 地図           | 地図         | 地図               | 地図     | 地図   | 地図   | 地図   | 地図      | 地図 | 地図 | 地図 |
| --- | -------- | -------- | -------------- | ------------ | ------------------ | -------- | ------ | ------ | ------ | --------- | ---- | ---- | ---- |
| 白洋湖 安新県 雄県 栄成県                                                                               |          |          |                |              |                    |          |        |        |        |           |      |      |      |
| 行政コード                                                                                              | 日本語名 | 中国語   | ピンイン       | 面積（ km2） | Seat               | 郵便番号 | 行政区 | 行政区 | 行政区 | 行政区    |      |      |      |
| 行政コード                                                                                              | 日本語名 | 中国語   | ピンイン       | 面積（ km2） | Seat               | 郵便番号 | 鎮     | 郷     | 住宅街 | 農村      |      |      |      |
| | 雄安新区 | 雄安新区 | Xióng'ān Xīnqū | 106.46       | Rongcheng County   |          | 20(+2) | 9(+2)  | 16     | 557(+110) |      |      |      |
| 130629                                                                                                  | 栄成県   | 容城县   | Róngchéng Xiàn | 311          | Rongcheng (容城镇) | 071700   | 5      | 3      | 4      | 127       |      |      |      |
| 130632                                                                                                  | 安新県   | 安新县   | Ānxīn Xiàn     | 728          | Anxin (安新镇)     | 071600   | 9      | 3(+1)  | 5      | 207(+16)  |      |      |      |
| 130638                                                                                                  | 雄県     | 雄县     | Xióng Xiàn     | 513          | Xiongzhou (雄州镇) | 071800   | 6(+2)  | 3(+1)  | 7      | 223(+94)  |      |      |      |
| ※高陽県龍華郷は安新県の管轄下にあり、茂州鎮、古格荘鎮、任丘市（滄州市）の祁建坊郷は雄県の管轄下にある。 |          |          |                |              |                    |          |        |        |        |           |      |      |      |

## 地理

### 範囲

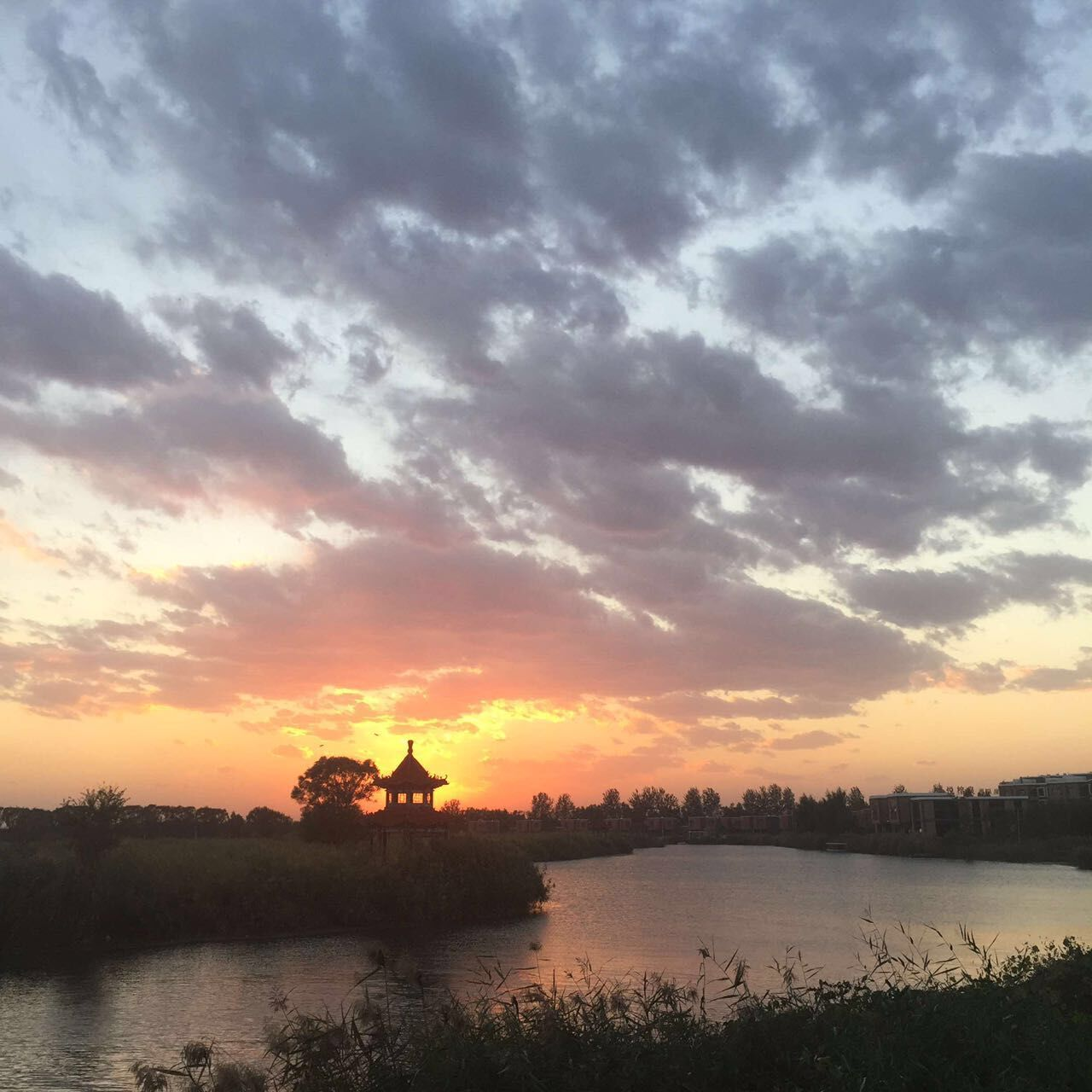
雄安市の中心部にある白洋湖

雄安新区は、北緯38度43分～39度10分、東経115度38分～116度20分の中国北部平原に位置し、北京と天津から105km、石家荘から155km、保定市から 30 km、北京大興国際空港から 55 km。北京、天津、河北地域の主要都市の幾何学的中心に位置する。都市空間と自然空間が混在しており、「1つの中心、5つの副中心、および複数のノード」という考えで都市計画が設計されている。

### 水系
中国北部では比較的珍しく、水資源に恵まれている。この地域は、海河流域の大慶河水系に位置し、河川密度は、1平方キロメートルあたり0.12～0.23kmである。中国北部最大の淡水湖である白洋湖も新区域に含まれる。白洋湖は、文化的、歴史的意義を含め、風光明媚なことで有名である。また、この湖は、日中戦争時に共産主義ゲリラが利用したことで知られている。

### 気候
春は乾燥して雨が降り、夏は湿気が多く雨が降り、秋は涼しく乾燥し、冬は寒くて雪が降る。1968年から2016年までの栄城県の気象データによると、年間平均気温は12.4℃、最高気温は41.2℃、最低気温は-22.2℃、年間日照時間は2298.4時間である。平均降水量は495.1mm である。

### 地形
太行山の東側の平野に位置し、平地である。地形は北西から南東に向かってゆるやかに傾いており、地盤標高は5～26mである。

## 交通

### 鉄道

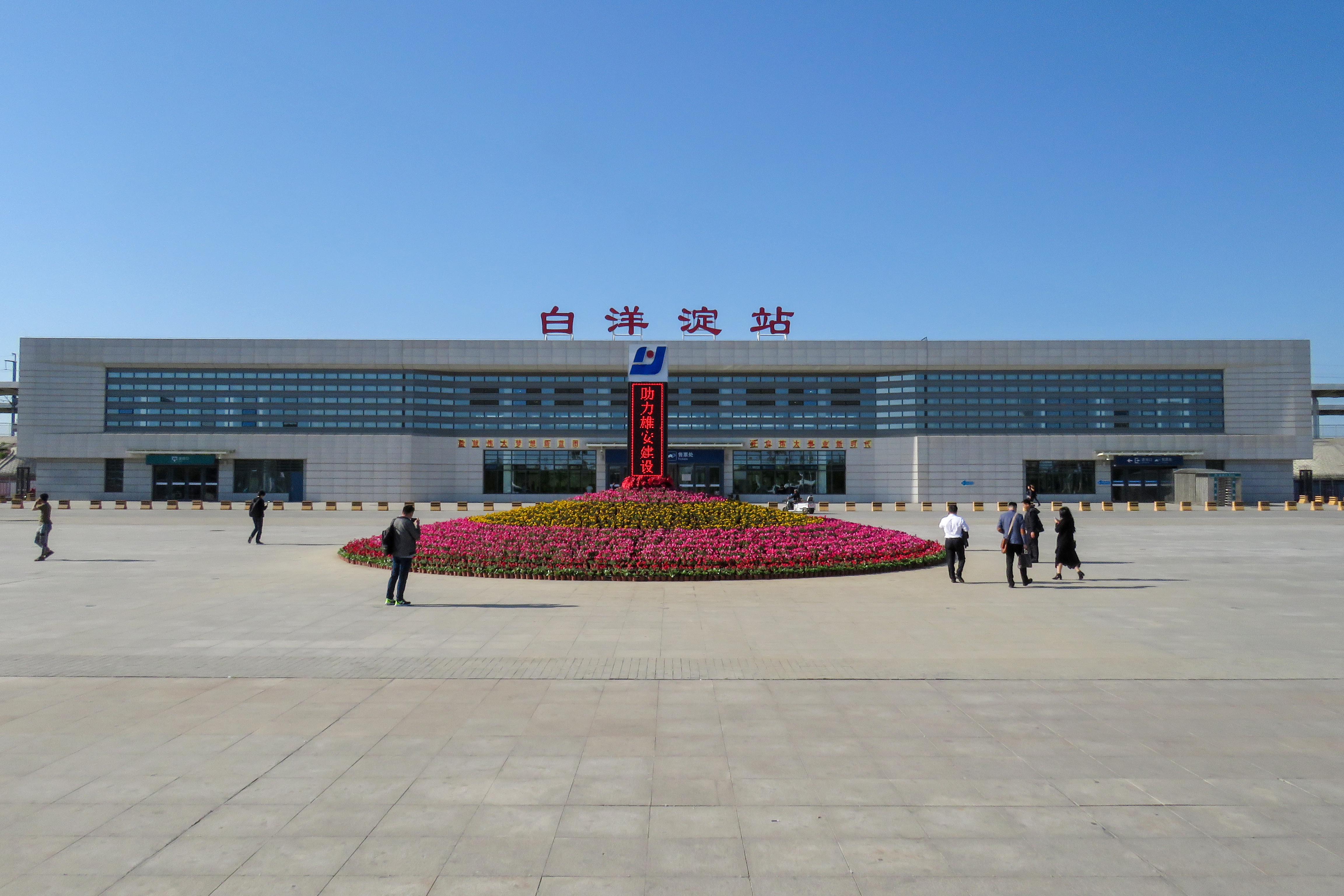
天津-保定都市間鉄道の白洋淀駅

北京-雄安都市間鉄道の雄安駅は2020年12月27日に開業。北京南駅と雄安新区の間の主要駅を約80分で運行する。
天津-保定都市間鉄道の白溝駅と白洋淀駅が利用可能。

### 空港
北京大興国際空港(2019 年開港) 。高速鉄道で約20 分。

### 道路
2つの国道G45およびG18と、2つの地方高速道路S3601およびS3700が開通。

## 経済

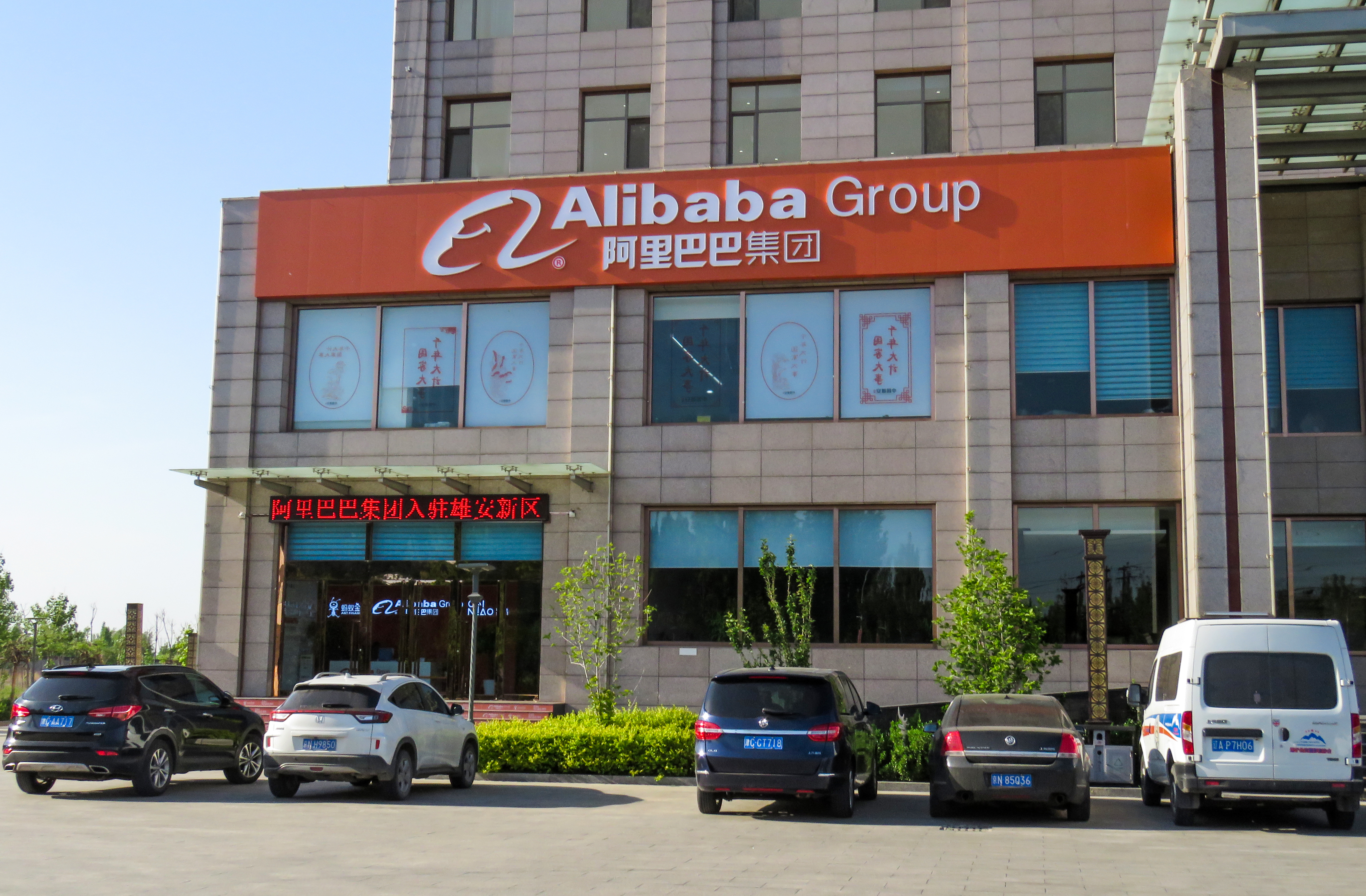
雄安にあるアリババグループの暫定事務所

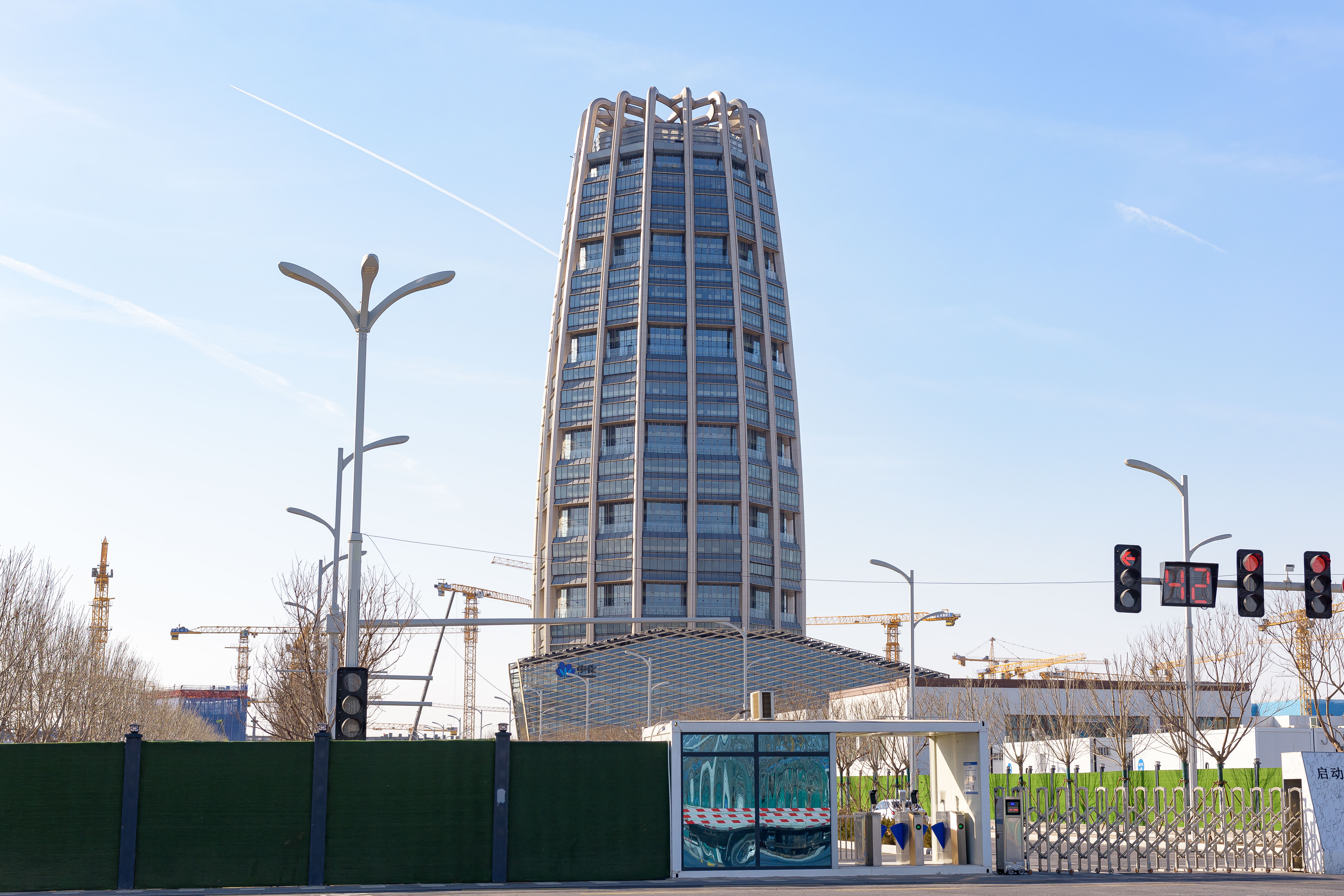
中国中化集団雄安本社ビル

設立以来、中国国有企業(SOE) を中心にオフィスの建設が開始。さらに、北京に拠点を置く大学のいくつかの研究センターと衛星分校が2025年までにこの地域に開設される予定である。
2022年9月の時点で、この地域への投資完了額は 4,000億円 (570億ドル) と報告されている。開発費用は、財政配分、州銀行融資、国有企業の投資、都市間パートナーシップを通じて、国家から資金提供されている。

### 不動産
新区の発表直後、この地域の不動産価格が急速に高騰している。その後、雄安新区政府は、新規の不動産販売を一時的に禁止した。さらに、一部の地域では戸籍の登録も停止され、多くの不動産投機家が警察に逮捕された。 2017年4月5 日の人民日報における高官のインタビューによれば、新区の不動産開発はシンガポールの公共住宅開発モデルを参考にしている。これは、「政府が土地の一部を直接管理し、住宅価格が非常に安い低家賃住宅を建設し、住宅が必要な人が住めるようにする」というものである。
また、土地取得には「新都市化配当分配メカニズム」という制度が採用されている。住宅や土地を取得した一般人は、都市開発の株主となり、都市の配当分配を得ることができる。
2023年9月21日、雄安市の住宅管理センターは、市内の住宅は販売前に建設を完了しなければいけない法律を発表。これは、中国に多く見られる未完成の不動産を事前に売買するという慣習と大きく違うものになっている。